# Hüsker Dü
Hüsker Dü fou un trio de rock format a Saint Paul (Minnesota) el 1979. Els seus membres foren el guitarrista i vocalista principal Bob Mould, el baixista Greg Norton, el bateria Grant Hart. Hüsker Dü mai arribà a tenir un aclaparador èxit comercial (mainstream), tot i les seves modestes xifres de vendes tingueren una forta influència en els grups posteriorment sorgits. És un dels grups pioners, i membres, de l'anomenat "nou rock americà".
Hüsker Dü es configurà com un grup de hardcore punk amb tempos absolutament accelerats per l'època i cantant a crits, fins i tot bramant. Jeff Tamarkin anotà en una crítica a Billboard (1985) "[…] és una pena que virtualment cap de les veus sigui, ni de Mould ni Grant, distingible en l'espectacle". Amb tot els seus esquemes harmònics simples i les seves melodies varen anar prenent importància a mesura que la banda avançava. Els temes eren compostos per Mould i Grant.
Hüsker Dü es dissolgueren el 1987 sense assolir un gran èxit de masses. Mould formà la banda "Sugar" i a principis de la dècada de 1990 publicà alguns àlbums en solitari. Tot i aquest poc impacte comercial el grup ha influenciat amb el seu estil a grups com Nirvana, Pixies, Dinosaur Jr., Superchunk, Green Day, Nirvana, i Foo Fighters. “Husker du” en danès significa "te'n recordes?", i fou el nom d'un joc de taula de la dècada del 1950.

## Discografia

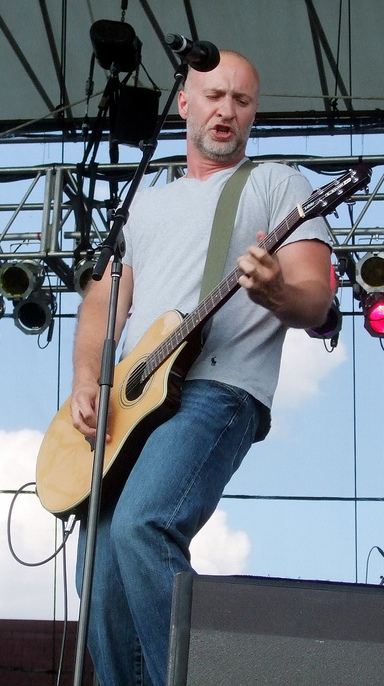
Bob Mould als anys 2000.

### Everything Falls Apart
Everything Falls Apart (tot cau a banda) fou el primer LP publicat el gener de 1983 sota el segell discogràfic Reflex Records. És destacable la versió del tema de Donovan (Sunshine Superman)
- Cara A

1. "From the Gut" – 1:36 (Mould/Norton)
2. "Blah Blah Blah" – 2:09 (Mould/Norton)
3. "Punch Drunk" – 0:29 (Mould)
4. "Bricklayer" – 0:31 (Mould)
5. "Afraid of Being Wrong" – 1:21 (Mould)
6. "Sunshine Superman" – 1:56 (Donovan)
7. "Signals From Above" – 1:38 (Mould)

- Cara B

1. "Everything Falls Apart" – 2:15 (Mould)
2. "Wheels" – 2:08 (Hart)
3. "Target" – 1:45 (Mould)
4. "Obnoxious" – 0:53 (Mould)
5. "Gravity" – 2:37 (Mould)

## Metal Circus (1983)

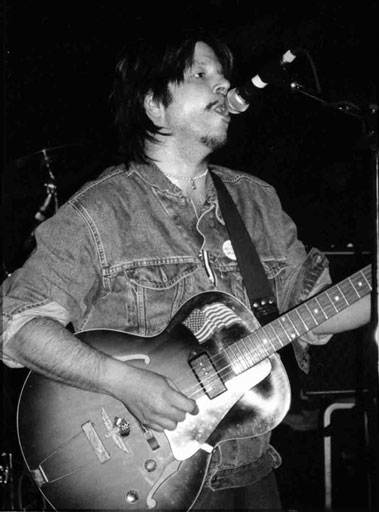
Grant Hart.

Enregistrat uns mesos abans és publicat l'octubre de 1983, aquest cop publicat amb la discogràfica underground SST Records. Juntament amb Black Flag, Hüsker Dü fou un dels artistes que més discos venia per aquesta discogràfica.
- Cara A

1. "Real World" (Mould) – 2:27
2. "Deadly Skies" (Mould) – 1:50
3. "It's Not Funny Anymore" (Hart) – 2:12
4. "First of the Last Calls" (Mould) – 2:48

- Cara B

1. "Lifeline" (Mould) – 2:19
2. "Diane" (Hart) – 4:42
3. "Out on a Limb" (Mould) – 2:39

### Zen Arcade (1984)
"Zen Arcade" fou publicat en forma de disc doble (70’23") el juliol de 1984 també sota SST. Probablement és un dels millors discos de la formació, si més no pels temes que foren posteriorment versionats. Cal destacar Reocurring dreams, per la seva extensió (gairebé 14 minuts) i per ser un dels pocs temes acústics que té la formació. Els 23 temes de l'àlbum foren enregistrats en sessions que no sobrepassaren les 45 hores.
- Cara A

1. "Something I Learned Today" (Mould) - 1:58
2. "Broken Home, Broken Heart" (Mould) - 2:01
3. "Never Talking to You Again" (Hart) - 1:39
4. "Chartered Trips" (Mould) - 3:33
5. "Dreams Reoccurring" (Hüsker Dü) - 1:40
6. "Indecision Time" (Mould) - 2:07
7. "Hare Krsna" (Hüsker Dü) - 3:33

- Cara B

1. "Beyond the Threshold" (Mould) - 1:35
2. "Pride" (Mould) - 1:45
3. "I'll Never Forget You" (Mould) - 2:06
4. "The Biggest Lie" (Mould) - 1:58
5. "What's Going On" (Hart) - 4:23
6. "Masochism World" (Hart/Mould) - 2:43
7. "Standing by the Sea" (Hart) - 3:12

- Cara C

1. "Somewhere" (Hart/Mould) - 2:30
2. "One Step at a Time" (Hart/Mould) - 0:45
3. "Pink Turns to Blue" (Hart) - 2:39
4. "Newest Industry" (Mould) - 3:02
5. "Monday Will Never Be the Same" (Mould) - 1:10
6. "Whatever" (Mould) - 3:50
7. "The Tooth Fairy and the Princess" (Mould) - 2:43

- Cara D

1. "Turn on the News" (Hart) - 4:21
2. "Reoccurring Dreams" (Hüsker Dü) - 13:47

### New Day Rising (1985)
Publicat el gener de 1985 amb SST. Un important àlbum.
- Cara A

1. "New Day Rising" (Mould, Hüsker Dü) – 2:31
2. "The Girl Who Lives on Heaven Hill" (Grant Hart) – 3:03
3. "I Apologize" – (Mould) 3:40
4. "Folk Lore" – (Mould) 1:34
5. "If I Told You" (Hart, Mould) – (Mould) 2:05
6. "Celebrated Summer" – (Mould) 3:59
7. "Perfect Example" – (Mould) 3:16

- Cara B

1. "Terms of Psychic Warfare" (Hart) – 2:17
2. "59 Times the Pain" – (Mould) 3:18
3. "Powerline" – (Mould) 2:22
4. "Books About UFOs" (Hart) – 2:40
5. "I Don't Know What You're Talking About" (Mould) - 2:20
6. "How to Skin a Cat" (Mould, Hüsker Dü) – 1:52
7. "Whatcha Drinkin'" – (Mould) 1:30
8. "Plans I Make" (Mould, Hüsker Dü) – 4:16

### Flip Your Wig (1985)
"Flip your wig" fou el darrer àlbum de "Hüsker dü" amb SST (publicat el setembre de 1985).
- Cara A

1. "Flip Your Wig" (Bob Mould) – 2:33
2. "Every Everything" (Grant Hart) – 1:56
3. "Makes No Sense at All" (Mould) – 2:43
4. "Hate Paper Doll" (Mould) – 1:52
5. "Green Eyes" (Hart) – 2:58
6. "Divide and Conquer" (Mould) – 3:42
7. "Games" (Mould) – 4:06

- Cara B

1. "Find Me" (Mould) – 4:05
2. "The Baby Song" (Hart) – 0:46
3. "Flexible Flyer" (Hart) – 3:01
4. "Private Plane" (Mould) – 3:17
5. "Keep Hanging On" (Hart) – 3:15
6. "The Wit and the Wisdom" (Mould) – 3:41
7. "Don't Know Yet" (Mould) – 2:14

### Candy Apple Grey (1986)
Pocs mesos més tard de la publicació de "Flip your wig" publiquen amb Warner Bros. Records (març de 1986). És una de les primeres bandes de música underground que publica un àlbum amb una gran discogràfica.
- Cara A

1. "Crystal" (Mould) – 3:28
2. "Don't Want to Know If You Are Lonely" (Hart) – 3:29
3. "I Don't Know for Sure" (Mould) – 2:27
4. "Sorry Somehow" (Hart) – 4:25
5. "Too Far Down" (Mould) – 4:37

- Cara B

1. "Hardly Getting Over It" (Mould) – 6:02
2. "Dead Set on Destruction" (Hart) – 2:59
3. "Eiffel Tower High" (Mould) – 2:49
4. "No Promise Have I Made" (Hart) – 3:39
5. "All This I've Done for You" (Mould) – 3:09

### Warehouse: Songs and Stories (1987)
Publicat a Warner Bros. Records gener de 1987
- Cara A

1. "These Important Years" (Mould) – 3:49
2. "Charity, Chastity, Prudence, and Hope" (Hart) – 3:11
3. "Standing in the Rain" (Mould) – 3:41
4. "Back from Somewhere" (Hart) – 2:16
5. "Ice Cold Ice" (Mould) – 4:23

- Cara B

1. "You're a Soldier" (Hart) – 3:03
2. "Could You Be the One?" (Mould) – 2:32
3. "Too Much Spice" (Hart) – 2:57
4. "Friend, You've Got to Fall" (Mould) – 3:20
5. "Visionary" (Mould) – 2:30
6. "She Floated Away" (Hart) – 3:32

- Cara C

1. "Bed of Nails" (Mould) – 4:44
2. "Tell You Why Tomorrow" (Hart) – 2:42
3. "It's Not Peculiar" (Mould) – 4:06
4. "Actual Condition" (Hart) – 1:50
5. "No Reservations" (Mould) – 3:40

- Cara D

1. "Turn It Around" (Mould) – 4:32
2. "She's a Woman (And Now He Is a Man)" (Hart) – 3:19
3. "Up in the Air" (Mould) – 3:03
4. "You Can Live at Home" (Hart) – 5:25